# 孔椎龍屬
孔椎龍屬（學名：Thecospondylus）是恐龍的一屬，生存於下白堊紀的歐洲。目前的狀態是疑名。
在19世紀，業餘地質學家A.C. Horner在英格蘭肯特郡的一處採石場發現一些化石，他將化石交給古動物學家哈利·絲萊（Harry Seeley）。在1882年，哈利·絲萊將其命名為模式種霍納氏孔椎龍（T. horneri）。其屬名在古希臘文意為「鞘狀脊椎」，意指其薄的薦椎脊椎壁。種名則是以發現化石的A.C. Horner為名。
正模標本（編號BMNH R.291）被發現於英格蘭黑斯廷斯的一個砂岩層，地質年代約為凡藍今階到豪特里維階。化石是一個薦骨的神經管或髓腔，包含5到7節薦椎，長度約60公分。其中三節薦椎仍保有海綿骨（Cancellous bone），成為其名稱來源。這是孔椎龍的唯一確認化石。
孔椎龍曾被分類鳥臀目或蜥臀目中。另一個物種是達氏孔椎龍（T. daviesi）是在1888年由哈利·絲萊所命名，之後被建立為另一獨立屬，鞘虛骨龍。在1926年，弗雷德里克·馮·休尼（Friedrich von Huene）反將霍納氏孔椎龍列為鞘虛骨龍的一個種，霍納氏鞘虛骨龍，但並沒有被普遍接受，孔椎龍仍具有優先權。
孔椎龍的化石稀少，無法確定牠們的分類位置。哈利·絲萊只確定孔椎龍是恐龍的一屬。在1888年，理查德·萊德克（Richard Lydekker）將牠們歸類於蜥腳類恐龍。在1909年，馮·休尼將牠們歸類於獸腳亞目的虛骨龍科。近年研究多認為孔椎龍是疑名，也無法確定屬於蜥臀目或鳥臀目。無論牠們分類為甚麼，孔椎龍是生存於下白堊紀的歐洲。

## 外部連結
- 恐龍名稱翻譯及讀音
- 恐龍百科全書 （页面存档备份，存于）